# Paramita
För andra betydelser, se Paramita (olika betydelser).
Pāramitā (sanskrit och pali) eller pāramī (pali) är en term inom buddhismen som betyder "perfektion". Inom både mahayana och theravada syftar termen till ett antal perfektioner som en bodhisattva måste förädla för att nå buddhaskap. Inom theravada används dock termen bredare, då målet inom theravada vanligtvis inte är buddhaskap utan arahantskap.

## Mahayana
Vanligtvis nämns sex paramitor inom mahayana:
- Givmildhet (dana)
- Moral (sila)
- Tålamod (ksanti)
- Styrka (virya)
- Koncentration (dhyana)
- Visdom (prajna)

Exempelvis i Dasabhumikasutra nämns tio paramitor, där varje paramita kopplas till varje bhumi (steg på bodhisattvans väg). Förutom ovanstående sex inkluderas:
- Metod (upaya)
- Löften (pranidhana)
- Kraft (bala)
- Kunskap (jnana)

Enligt Chandrakirti (en lärjunge till Nagarjuna och följare av madhyamakafilosofin) är visdom det centrala. Han menade att visdom ledde till de övriga paramitorna. Vidare menade han att paramitorna kunde vara världsliga eller att de kunde gå bortom världsligheten. Han menade att det sistnämnda var målet, vilket exempelvis skulle resultera i att när en sådan bodhisattva gav en gåva, skulle bodhisattvan ha insikt i den fundamentala avsaknaden av givare, gåva och mottagare. Det är på detta vis som Chandrakirti menar att visdom leder till de övriga paramitorna.

## Theravada
Inom theravada finns 10 perfektioner, och de benämns oftast som pāramī.
- Givmildhet (dana)
- Moral (sila)
- Avståndstagande (nekkhamma; syftar exempelvis till munkars avståndstagande från lekmannalivet)
- Visdom (panna)
- Styrka (viriya)
- Tålamod (khanti)
- Ärlighet (sacca)
- Beslutsamhet (adhitthana)
- Godhet (metta)
- Jämnmod (upekkha)

Även inom theravada syftar dessa till de perfektioner som leder till buddhaskap, men theravadamunken Bhikkhu Bodhi menar att dessa perfektioner gäller för alla som siktar mot upplysning. Inom theravada är vanligtvis målet att bli en arahant. Han menar att skillnaden mellan en buddha och en arahant i avseende till perfektionerna, är att buddhor har nått en högre perfektion av dessa än arahanter har.